# Un altre any
Un altre any (títol original en anglès: Another Year) és una pel·lícula britànica del director Mike Leigh presentada en selecció oficial al Festival de Canes 2010, i estrenada el 2010.

## Argument
Un any, quatre estacions, en la vida Tom i Gerri, parella feliç i unida, del seu fill únic Joe, de trenta anys, solter, i d'alguns amics i familiars «abonyegats» per la vida. Gent «ordinària» per a una pintura atractiva de personatges que viuen a Londres i en el Lancashire.

## Repartiment
- Jim Broadbent: Tom, geòleg a la cinquantena
- Ruth Sheen: Gerri, la dona de Tom, psicòleg
- Lesley Manville :Mary, col·lega i amiga de Gerri, secretaria soltera i alcohòlica
- Oliver Maltman: Joe, el fill únic de Tom i Gerri, advocat, 30 anys
- Peter Wight: Ken, amic de Tom, vidu obès i alcohòlic
- David Bradley: Ronnie, el germà de Tom
- Karina Fernandez: Katie, la promesa de Joe,
- Martin Savage: Carl, el fill únic de Ronnie
- Michele Austin: Tanya, la col·lega de Gerri, embarassada
- Philip Davis: Jack, amic i company de golf de Tom
- Imelda Staunton: Janet, la pacient insomne
- Stuart Mcquarrie: un col·lega de Tom
- David Hobbs: el vicari
- Eileen Davies: una familiar de la difunta
- Mary Jo Randle: una familiar de la difunta

## Al voltant de la pel·lícula
- Nombrosos intèrprets d'Another year són dels acostumats de l'univers de Mike Leigh, sobretot Lesley Manville, que és la seva novena col·laboració, Ruth Sheen la seva cinquena, Jim Broadbent la seva tercera, i Imelda Staunton i Philip Davis que intyerprretaven la parella principal de Vera Drake.
- Jim Broadbent i David Bradley, que interpreten els dos germans, així com Imelda Staunton, treballaran tots -a la pantalla gran- a la Saga Harry Potter.

## Premis i nominacions[calcitació]

### Premis
- 2010. Premi del Jurat ecumènic, menció especial, al Festival Internacional de Cinema de Cannes per Mike Leigh

### Nominacions
- 2010. Palma d'Or
- 2011. Oscar al millor guió original per Mike Leigh
- 2011. BAFTA a la millor pel·lícula britànica
- 2011. BAFTA a la millor actriu secundària per Lesley Manville
- 2010: Premis del Cinema Europeu: 2 Nominacions: Millor actriu (Manville), Música
- 2010: Nominada a Critics' Choice Awards: Millor guió original
- 2010: Associació de Crítics de Chicago: Nominada a millor actriu (Manville)

## Crítica
- "Leigh crea un univers en el qual tots podem trobar el nostre lloc. Tots els actors estan sublims, però Manville és la que més brilla (...) Puntuació: ★★★½ (sobre 4)"[3]
- "No tots els anys porten una nova pel·lícula de Mike Leigh, però els anys que sí ho fan estan beneïts per la seva simpatia, la seva visió penetrant i el seu instint per a la comèdia humana (...) Puntuació: ★★★★ (sobre 4)"[4]
- "El perfecte refugi de les ironies barates i la cruel indiferència a les quals hem d'enfrontar-nos en la vida, i massa sovint, en les pel·lícules (...) Puntuació: ★★★★ (sobre 5)"[5]